# Alexander Marcus
Alexander Marcus, de son vrai nom Felix Rennefeld (né le 26 juin 1972 à Berlin), est un producteur et disc jockey allemand de techno.

## Biographie
Lors de diverses interviews, Marcus donne des réponses bizarres et contradictoires à des questions sur sa vie. Divers médias présentent alors Alexander Marcus comme un personnage de fiction, une interprétation de sa personne que Marcus réfute par la suite. Il n'aime pas donner de détails sur sa véritable biographie. Sous son vrai nom de Felix Rennefeld, il produit de la house à partir de la fin des années 1990. Mais c'est avec ses publications sous le nom d'Alexander Marcus qu'il atteint une plus grande popularité. Marcus signe un contrat avec Kontor Records et sort son premier album, Electrolore, le 6 juin 2008, sur lequel contribuent également Frauenarzt & Manny Marc.

## Style musical et accueil
Son style musical est un mélange de musique électronique moderne et de textes aux sonorités abstruses, proches du schlager. Il joue avec la banalité typique du genre des textes, en chantant par exemple des absurdités, comme une île fictive appelée « Papaya », son amour pour le toast Hawaï, son globe ou une boîte. Il qualifie son style d'« electrolore », un mélange de mots entre electro et folklore. 
Alexander Marcus exagère ainsi les clichés de la musique populaire et les complète dans ses clips par des artefacts trash comme un globe en plastique omniprésent portant le nom de « Globi », des sex-toys ou la consommation de drogues. Un détail récurrent sont ses chorégraphies de danse qui, contrairement à l'esthétique délibérément bon marché des vidéos, sont présentées de manière professionnelle. Marcus porte généralement comme marque de fabrique un pantalon rose qu'il associe à des chaussures blanches. Le pantalon constitue également le « A » du nom de famille du logo. Une autre caractéristique est un large sourire, dont l'artificialité rigide a été thématisée dans la presse,, ainsi que des cheveux bouclés. D'autres détails récurrents sont un pull-over noué sur les épaules, des vestes aux couleurs vives et aux motifs divers ou une veste d'officier fantaisie décorée de l'ordre.

## Filmographie
Le 27 janvier 2009, Marcus fonde avec Jarko Nikolitsch la société JAFE Entertainment UG, qui est responsable de la distribution du merchandising, de la gestion des événements et de la production de son film Glanz & Gloria.
Avant la réalisation du tournage, les fans participent au choix du titre du film via un vote sur Internet. Le film est tourné entre juillet et août 2011 et sort dans les cinémas allemands le 31 mai 2012. La bande originale correspondante sort le 6 janvier 2012. 

## Discographie

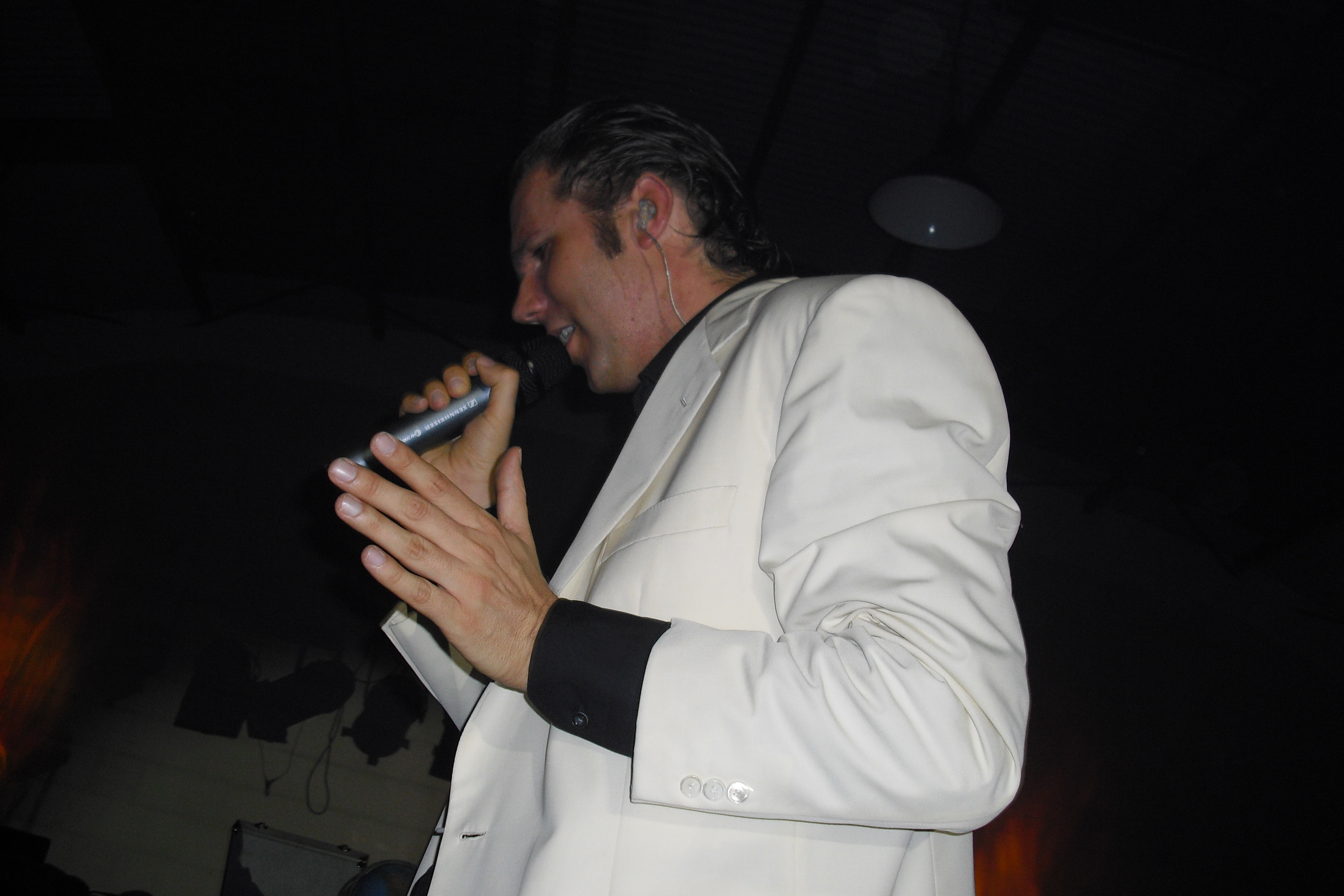
Alexander Marcus à Mersebourg (2009).

### Albums studio
- 2008 : Electrolore (Kontor Records, sur DVD) (63e place des charts allemands[10])
- 2009 : Mega (Kontor Records)
- 2012 : Glanz und Gloria (Kontor Records) (89e place des charts allemands[10])
- 2014 : Kristall (Kontor Records) (64e place des charts allemands[10])
- 2019 : Pharao (Kontor Records) (31e place des charts allemands[10])
- 2023 : Robotus (Kontor Records) (20e place des charts allemands[10])

### Compilations
- 2017 : 10 Jahre Electrolore – Das ultimative Album (Kontor Records) (50e place des charts allemands[10])
- 2018 : Magic Galactic Megamix (Kontor Records)

### DVD live
- 2013 : Live in Berlin (JAFE Entertainment UG[11])

### Participations
- 2008 : Tanz den Tanz, sur l'album remix de Die Türen Booty
- 2008 : Florida Lady, sur Atzen Musik Vol. 1 de Frauenarzt et Manny Marc (89e place des charts allemands[10])
- 2009 : Nessaja, sur Hands on Scooter de Scooter
- 2015 : Selber machen lassen sur Niveau weshalb warum de Deichkind
- 2019 : Party 2 sur Wer sagt denn das? de Deichkind
- 2023 : Samurai de Romano

### Singles sous Felix Rennefeld
- 1998 : Glittersuits (vinyle) (Yuppie Trax)
- 1999 : Fantastic (vinyle) (Yuppie Trax)
- 1999 : Boogie Freak (vinyle) (Yuppie Trax)
- 2000 : Star Rider (vinyle) (Sandy Records)
- 2002 : Game Over (vinyle) (Funkhaus Music)
- 2002 : The Max (Funkhaus Music)
- 2004 : Get Up / My Beat (Funkhaus Music)
- 2004 : Sports E.P. (Funkhaus Music)